# یوریکا کوبو
یوریکا کوبو (انگلیسی: Yurika Kubo; ۱۹ مهٔ ۱۹۸۹ – ) صداپیشه، مدل (شخص)، بازیگر، و خواننده اهل ژاپن بود. وی از سال ۲۰۱۰ میلادی تاکنون مشغول فعالیت بوده‌است.